# Арангис, Пабло
Пабло Маурисио Арангис Саласар (исп. Pablo Mauricio Aránguiz Salazar; 17 марта 1997, Индепенденсия, Чили) — чилийский футболист, полузащитник клуба «Универсидад де Чили» и сборной Чили.

## Клубная карьера
Арангис — воспитанник чилийского клуба «Унион Эспаньола». С 2015 года привлекается к тренировкам с основной командой. 20 октября 2015 года дебютировал в поединке чилийского чемпионата против «Унион Ла-Калера», выйдя на 62-й минуте вместо Хуана Карлоса Феррейры. С 2016 года — твёрдый игрок основы. 20 февраля 2016 года забил первый гол в карьере в ворота «Депортес Темуко».
24 июля 2018 года Арангис перешёл в клуб MLS «Даллас». В главной лиге США дебютировал 12 августа 2018 года в матче против «Сиэтл Саундерс», заменив на 62-й минуте Доминика Баджи.
29 июля 2019 года Арангис вернулся в «Унион Эспаньолу», отправившись в аренду на оставшуюся часть 2019 года.
30 декабря 2019 года Арангис был взят в аренду клубом «Универсидад де Чили» на один год с опцией выкупа. 25 ноября 2020 года «Универсидад де Чили» выкупил Арангиса.

## Международная карьера
Арангис был включён в состав сборной Чили на Кубок Америки 2021. 18 июня в матче второго тура группового этапа турнира против сборной Боливии, заменив в концовке Бена Бреретона, дебютировал за сборную Чили.